# Кирхдорф им Валд
Кирхдорф им Валд (њем. Kirchdorf im Wald) општина је у њемачкој савезној држави Баварска. Једно је од 24 општинска средишта округа Реген. Према процјени из 2010. у општини је живјело 2.160 становника. Посједује регионалну шифру (AGS) 9276127.

## Географски и демографски подаци
Кирхдорф им Валд се налази у савезној држави Баварска у округу Реген. Општина се налази на надморској висини од 685 метара. Површина општине износи 30,6 km². У самом мјесту је, према процјени из 2010. године, живјело 2.160 становника. Просјечна густина становништва износи 71 становника/km².